# NIN×NIN 忍者ハットリくん THE MOVIE
- 藤子不二雄（連載） > 藤子不二雄Ⓐ > 忍者ハットリくん > NIN×NIN 忍者ハットリくん THE MOVIE
- 藤子不二雄 > 実写 > NIN×NIN 忍者ハットリくん THE MOVIE

『NIN×NIN 忍者ハットリくん THE MOVIE』（ニン ニン にんじゃハットリくん ザ ムービー）は、2004年の日本映画。
2004年8月28日、全国公開。製作はフジテレビジョン。

## 概要
藤子不二雄Ⓐの漫画『忍者ハットリくん』を最先端のVFXを駆使して実写映画化した。主演はSMAPの香取慎吾。
2003年夏から映画クランクアップされた
2004年9月14日（日曜日）に来場者100万人を記録。興行収入は10億円（トータル約19億円）を超え、2004年邦画ランキングのトップ10に入るヒット作となった。
原作の『忍者ハットリくん』のキャラクターと基本設定を活かした以外はほぼオリジナルの設定となっており、ハットリくんとケムマキが成人と設定され、特にケムマキがケンイチのクラスの教師であり、ケンイチを守る側である点が原作の立場と逆になっている。物語は原作では描写されていないハットリくんの心情部分を掘り下げ、ケンイチとの友情を軸にして構成されている。
主題歌は、香取扮する「ハットリくん」が歌う、「HATTORI3(参上)」（アニメ版主題歌「忍者ハットリくん」のカバー）。
アクションシーンでは、樋口真嗣が「ヒグチしんじ」名義で画コンテを担当している。

## キャスト
- 服部カンゾウ：香取慎吾
- ミドリ：田中麗奈
- ケムマキケムゾウ：ゴリ（ガレッジセール）
- 三葉ケンイチ：知念侑李（ジャニーズJr.）
- 服部ジンゾウ：伊東四朗
- 黒影：升毅
- 三葉妙子：戸田恵子
- 三葉健太郎：浅野和之
- 田原警部：宇梶剛士
- 柏田刑事：東幹久
- トオル：佐藤和也
- アキラ：長谷川成義
- タケシ：安達直人
- 吉田（ガードマン）：阿南健治
- アナウンサー：田中要次
- 藤村刑事：正名僕蔵
- 川島順子：畠山明子
- 校長先生：武川修造
- 甲賀忍者ラーメン屋：朱源実
- 刑事：筒井巧
- クラスメイト：根岸紗里
- 老婆：戸川暁子
- そば屋出前：森下能幸
- アナウンサー女：塩谷恵子
- 甲賀忍者ガードマン：佐藤佐吉
- 劇中ロケスタント：戯武尊、武井秀哲、光宣、七枝実
- SAT：越康広、伊藤慎一、木下政信、原田光規、真田幹也
- 獅子丸 / コロスケ：ペキ
- ボディダブル：保科光志、佳本周也、藤田けん、小川敏明、武田滋裕

### カメオ出演キャスト
- 甲賀忍者サラリーマン：草彅剛
- 甲賀忍者新聞配達：川田広樹（ガレッジセール）
- 甲賀忍者ビル窓拭き：酒井敏也
- 甲賀忍者大道芸人：村上ショージ
- 甲賀忍者主婦：乙葉
- CMガール：瀬戸朝香
- 隠れ甲賀忍者スター：大杉漣
- 捜査本部長：西村雅彦

## スタッフ
- 監督 : 鈴木雅之
- 製作 : 森隆一、亀山千広、荒井善清、島谷能成、亀井修、柴田克己
- 企画 : 遠谷信幸、千野毅彦、関一由、大多亮
- プロデューサー : 福山亮一、和田行、宮澤徹、瀧山麻土香、和田倉和利
- 原作 : 藤子不二雄Ⓐ
- 脚本 : マギー
- 音楽 : 服部隆之
- 撮影 : 高瀬比呂志
- 編集 : 田口拓也
- 画コンテ : ヒグチしんじ
- キャスティング : 杉野剛
- エンディングタイトル : 山本雅之
- 特撮監督 : 尾上克郎
- VFXプロデューサー：大屋哲男
- VFXディレクター : 西村了
- メインタイトルロゴデザイン : 田中秀幸
- 協力 : 田辺満、いずみ吉紘、林宏司、鈴木おさむ
- 製作プロダクション : シネバザール
- 製作会社：電通・フジテレビジョン・ジェネオンエンタテインメント・東宝・小学館（植田文郎、藤森匠、薄谷正和、入部幸洋、長谷川一、村山広）・日本出版販売